# Depot von Helfta
Das Depot von Helfta (auch Hortfund von Helfta) ist ein Depotfund der frühbronzezeitlichen Aunjetitzer Kultur (2300–1550 v. Chr.) aus Helfta, einem Ortsteil der Lutherstadt Eisleben im Landkreis Mansfeld-Südharz (Sachsen-Anhalt). Das Depot befindet sich heute im Museum Flohburg in Nordhausen.

## Fundgeschichte
Das Fundjahr und die genauen Fundumstände des Depots sind unbekannt.

## Zusammensetzung
Das Depot besteht aus sechs bronzenen Randleistenbeilen. Von diesen ist eines etwas größer als die anderen. Bei einem Beil ist der Nackenteil abgebrochen. 